# Byibuhiro
Byibuhiro ist eine von sieben Zellen (Verwaltungseinheiten 4. Ebene) im Sektor Busengo des Distrikts Gakenke in der Nordprovinz von Ruanda. Sie liegt auf einer Höhe von etwa 1790 m. Nachbarzellen sind im Nordosten Mwumba, im Osten Ruhanga, im Süden Gashyamba, im Südwesten Gakindo, im Westen Kamonyi und im Nordwesten Birambo.